# Pierre Dalmond
Pierre Dalmond (né le 16 décembre 1800 à Ambialet et mort 22 septembre 1847 à Ambodifototra) est un prêtre et missionnaire catholique français, devenu préfet apostolique de Madagascar. Il est également nommé vicaire apostolique de Madagascar et évêque titulaire de Pella, mais il meurt avant d'en avoir pris possession.

## Biographie

### Famille et formation (1800-1824)
Pierre Dalmond est né le 16 décembre 1800 à Cambieu, village de la commune d'Ambialet dans le Tarn,, diocèse d'Albi. Sa famille est considérée comme aisée et plusieurs de ses membres sont prêtres.
Ses parents l'envoient étudier dans une petite école religieuse établie récemment dans un village proche. Ayant achevé sa formation initiale, il entre au grand séminaire de Montpellier, dont dépend le diocèse d'Albi, pour étudier la théologie. Il est déjà reçu diacre lorsqu'il quitte Montpellier, après quatre années d'études, pour rejoindre le nouveau séminaire d'Albi où il passe une année avant d'être, avec une dispense, ordonné prêtre, le « 24 mars 1824 », par Charles Brault l'archevêque d'Albi.

### Vicaire, curé, missionnaire (1824-1830)
Devenu prêtre, à 24 ans, Pierre Dalmond est nommé vicaire de la paroisse de Saint-Pierre de Gaillac, à Gaillac. Il rencontre son archevêque pour lui indiquer que sa vocation est d'être missionnaire dans des terres étrangères, Charles Brault ne le dissuade pas mais lui demande de rejoindre son affectation pour « éprouver sa vocation ». Environ un an plus tard, Charles Brault, qui est à Paris pour la gestion de son diocèse, rencontre le supérieur du séminaire colonial de la Congrégation du Saint-Esprit qui lui demande de lui trouver deux prêtres pour ses missions, notamment un pour rejoindre la Guadeloupe. Charles Brault réserve le poste et de retour à Albi il annonce la nouvelle à Pierre Dalmond tout en lui indiquant qu'il n'est pas encore prêt et qu'il le nomme curé de Marnaves, petite paroisse qui n'a plus de prêtre depuis plus de trente ans, afin d'évaluer sa vocation dans un environnement difficile. « En 1826 », l'évêque indique à son jeune prêtre qu'il est prêt pour aller en mission et il l'adresse au supérieur du séminaire du Saint-Esprit de Paris.
C'est durant cette même année 1826, que Pierre Dalmond embarque et arrive à la Guadeloupe. Au bout de quatre ans, en 1829, malade et épuisé par la fièvre il est rapatrié en métropole, sur ordre des médecins, pour se rétablir. Après avoir repris des forces il part en pèlerinage à Rome, il y est reçu en audience par le cardinal Capellari (futur pape Grégoire XVI) qui le nomme missionnaire apostolique, ce qui lui donne le droit de choisir le lieu de sa prochaine mission.
De retour à Paris, en 1830, il rencontre au séminaire colonial l'abbé Henri de Solages qui, comme lui, est aussi originaire du Tarn et deviendra l'un de ses amis. Ce dernier vient d'être nommé « préfet apostolique de Bourbon, de Madagascar, et des îles de l'Océanie ». Il propose alors à Pierre Dalmond de se joindre à lui, le séminaire du Saint-Esprit lui conseillant d'accepter la proposition de l'abbé de Solages. Dalmond accepte et l'abbé Henri de Solages qui devient ainsi son supérieur. Après diverses démarches les missionnaires se retrouvent au port de Bordeaux pour l'embarquement qui a lieu vers la mi-novembre 1830. À bord du navire qui fait route à la voile vers l'île de Bourbon, le groupe comprend trois prêtres, puisque l'abbé de Guigné, un créole, est aussi du voyage.

### À Bourbon (1831-1835)

#### Avec Henri de Solages (1831-1832)
Après un voyage de plus de trois mois Pierre Dalmond et Henri de Solages débarquent, le 7 janvier 1831, sur l'île Bourbon à Saint-Denis. Le 2 mars, Pierre Dalmond écrit une lettre à l'adresse du supérieur du séminaire du Saint-Esprit. il y indique que leur santé n'a pas trop souffert de la traversée, que Henri de Soulages a déjà fait le tour de l'île et qu'il a constaté que les besoins en prêtres sont importants car ceux en place, pour la plupart, « sont vieux, infirmes et presqu'incapables de rien faire ». Il ajoute qu'il a de nombreuses occupations et qu'il pense quitter Bourbon dans deux mois car « le Gouvernement tient à cœur que j'aille à ses frais et sous sa protection, à Madagascar évangéliser les Malgaches ».
Henri de Solages, estime qu'il y a d'autres priorités, il envoie Pierre Dalmond occuper la charge de vicaire à la paroisse de Saint-Paul, qui est alors l'une des plus grandes de l'île. Comme dans le diocèse d'Albi, il seconde le curé avec énergie en allant dans tous les lieux habités du territoire pour y exercer son ministère. Par exemple, en mai 1831 pour l'Ascension, il est à La Possession, dans une « chapelle improvisée », pour présider la cérémonie d'une Première communion d'enfants qu'il a préparés.
En 1832, Pierre Dalmond est coadjuteur du curé  de la paroisse de Saint-Denis, toujours à la demande d'Henri de Solages, car cette paroisse, d'environ 400 000 habitants, trop lourde pour l'abbé Collin qui est octogénaire et infirme. Néanmoins ce n'est pas l'unique raison car « le préfet apostolique fait l'expérience de l'isolement et de son impuissance à diriger réellement le clergé colonial » de l'île Bourbon. À la tête de cette opposition il y a l'abbé Simon, qui oriente cette fronde « dans un sens orléaniste », dont les écrits scandalisent Pierre Dalmond toujours fidèle à son supérieur. Après plusieurs courriers, à la Propagande, à Rome, et au roi Louis-Philippe, Henri de Solages, qui est « déconsidéré à Bourbon et poussé à démissionner », décide de poursuivre son « idéal missionnaire » en allant évangéliser la Grande-Terre. Avant son départ, Henri de Solages nomme Pierre Dalmond vice-préfet apostolique de Bourbon pour qu'il puisse le remplacer pendant son absence. Le 13 juillet 1831 il embarque pour Madagascar avec simplement « un domestique et un catéchiste ».

#### Vice-Préfet apostolique par intérim (1832-1835)
Pierre Dalmont commence son ministère par l'envoi d'une « Circulaire à messieurs les curés de l'Île Bourbon », en précisant dès les premières lignes la légitimité de ses pouvoirs : « Monsieur et cher confrère, vous êtes déjà instruit par monsieur le Préfet apostolique qu'il allait à Madagascar ; en partant pour cette île, il a voulu, avec le consentement de monsieur le Gouverneur, me confier les pouvoirs de Vice-Préfet apostolique... (signée) Dalmond, v.-préf. apost. ». Peu après, le 27 juillet 1832, il écrit au Supérieur du Saint-Esprit, il y indique notamment : « Presque tous mes confrères ont répondu à la réception de la circulaire que je leur ai envoyée à l'occasion de ma nomination. Ils ont donné les témoignages les plus flatteurs de satisfaction et de confiance. Je connaissais déjà leur bienveillance pour moi et c'est la seule raison qui m'a porté à accepter la Vice-Préfecture dans des circonstances aussi critiques. ». Il poursuit en présentant, entre autres, les prêtres qui posent problème et ceux dont l'âge avancé souligne le manque de renouvellement.
Sur la grande île, Pierre de Solages rencontre d'importantes difficultés notamment dû à la méfiance de la reine Ranavalona Ire à l'égard des prétentions européennes sur l'île et de l'évangélisation de ses habitants, n'ayant pas réussi à s'installer il meurt isolé le 8 décembre 1832.
Il faut attendre le 25 février 1835 pour la nomination du nouveau préfet apostolique de Bourbon : Pierre Poncelet.

### Madagascar: les petites îles (1837-1841)
Pierre Dalmond fondera en 1837, dans l’île Sainte-Marie, alors sous souveraine française depuis près d'une siècle, la première communauté catholique durable de Madagascar.

### Préfet apostolique de Madagascar (1841-1847)
Il est nommé préfet apostolique de Madagascar en décembre 1841.

### Meurt évêque et Vicaire apostolique de Madagascar (1847)
Pierre Dalmond meurt à 47 ans le 22 septembre 1847 à Ambodifotatra sur l'île Sainte-Marie. Les bulles pontificales arrivent après sa mort, elles sont déposées sur son cercueil.
Sa dépouille est présente dans l’église catholique d’Ambodifototra.

## Publications
Pour son activité de missionnaire à Madagascar, Pierre Dalmond apprend des dialectes malgaches et écrit des ouvrages utilitaires pour l'enseignement religieux. En 2015, Jean-Paul Alain estime que l'« on peut le considérer comme le pionnier des études linguistiques de ces régions ».

### Éditions originales
- 1841 : Exercice en langue sakakava : contenant prières, catéchisme, cantiques et abrégé d'histoire sainte de l'ancien et nouveau testament, Saint-Denis, Imprimerie de Lahuppe, 99 p.[22].
- 1842 : Le vocabulaire et la grammaire des langues malgaches, sakalave et betsimitsara, Bourbon, imprimerie de Lahuppe, 124 p.[22],[23].
- 1844 : Vocabulaire malgache-français : pour les langues sakalave et betsimitsara, Paris, H. Vrayet, 40 p.[22],[24].

### Rééditions et études contemporaines
- Exercices en langue sakalava et betsimisaraka 1841-1844, Antsiranana, Institut supérieur de théologie et de philosophie de Madagascar, 1987, 3e éd. (1re éd. 1987)[25].
- N. Geunier et B Rasolomaina, « Les cantiques malgaches de Dalmond (1841) : Un des premiers essais de composition poétique et musicale dans l'Église catholique à Madagascar », Études Océan Indien, no 37, De quelques arts vivants de l’Océan Indien Occidental,‎ 2005-2006, p. 112-173.
- « Les tentatives de description du betsimisaraka et du sakalava de l’Abbé Dalmond, missionnaire à Madagascar de 1837 à 1847 », dans Staudacher-Villiamee (dir.), L’écriture et la construction des langues dans le sud-ouest de l’Océan Indien, L'Harmattan et Université de La Réunion, 2007.